# Muldenhammer
Muldenhammer è un comune di 3.566 abitanti della Sassonia, in Germania.

Appartiene al circondario del Vogtland (targa V).

## Storia
Il comune di Muldenhammer fu creato il 1º ottobre 2009 dall'unione dei comuni di Hammerbrücke, Morgenröthe-Rautenkranz e Tannenbergsthal.